# György Tumpek
György Tumpek (Budapest, 12 gennaio 1929 – Budapest, 21 dicembre 2022) è stato un nuotatore ungherese.

## Carriera
Fortemente specializzato nella farfalla, vinse la medaglia di bronzo ai Giochi Olimpici di Melbourne 1956 sulla distanza dei 200 metri ma fu anche il primo uomo a vincere la medesima gara ad un'edizione dei campionati europei.

## Palmarès
- Giochi olimpici estivi

Melbourne 1956: bronzo nei 200m farfalla
- Europei

Torino 1954: oro nei 200m farfalla.
Budapest 1958: argento nella 4x100m misti.